# سكوت فيليبس
سكوت فيليبس (بالإنجليزية: Scott Phillips)‏ هو طبال أمريكي، ولد في 22 فبراير 1973 في ماديسون في الولايات المتحدة.

## وصلات خارجية
- الموقع الرسمي
- سكوت فيليبس على موقع IMDb (الإنجليزية)
- سكوت فيليبس على موقع ميوزك برينز (الإنجليزية)
- سكوت فيليبس على موقع أول ميوزيك (الإنجليزية)
- سكوت فيليبس على موقع ديسكوغز (الإنجليزية)
- سكوت فيليبس على موقع قاعدة بيانات الفيلم (الإنجليزية)